# Herculesbolhoop

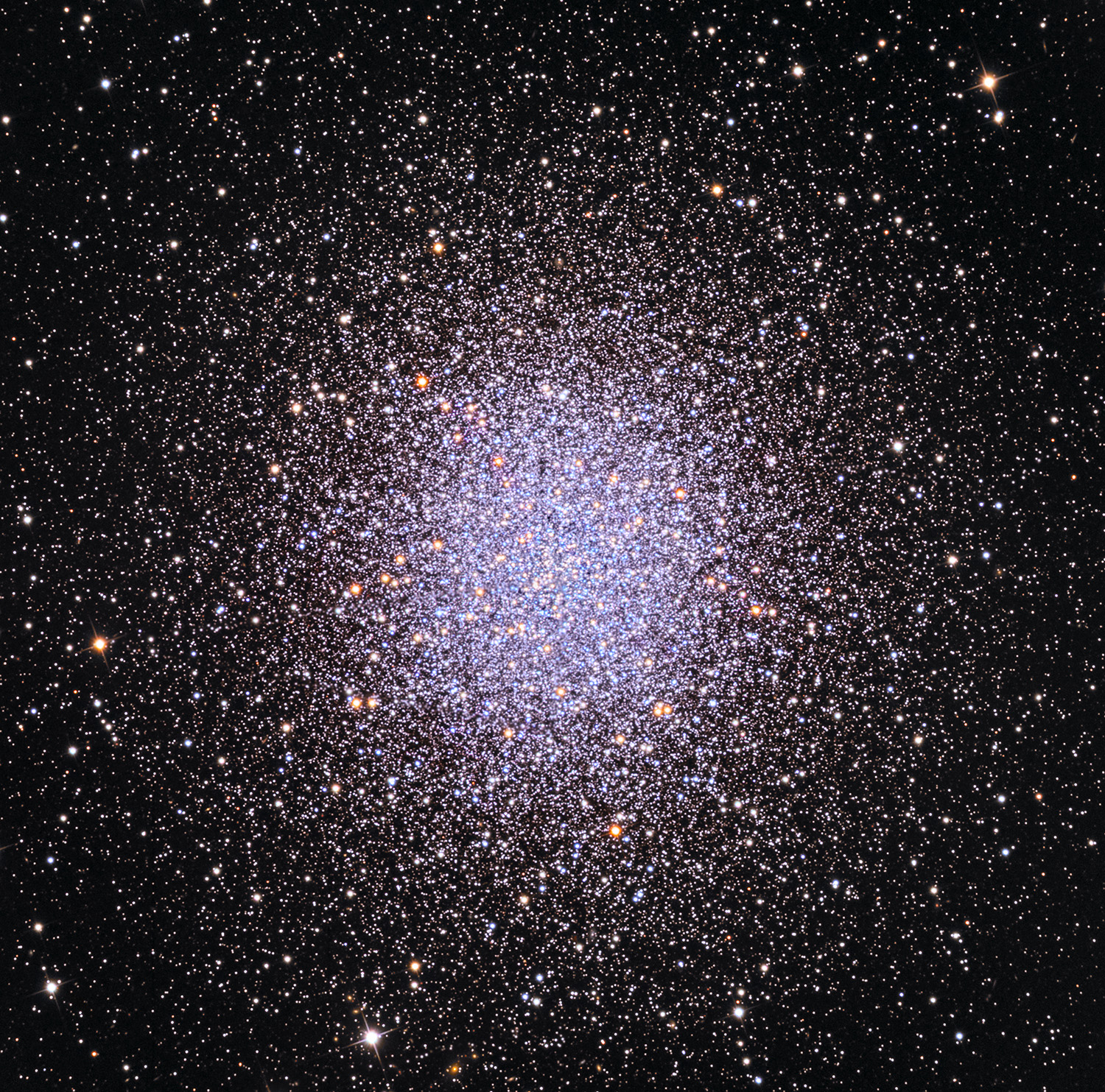
M13

De grote Herculesbolhoop (M13) is een bolvormige sterrenhoop in het sterrenbeeld Hercules. Het is een van de helderste bolhopen van het noordelijk halfrond en is in 1714 ontdekt door Edmond Halley. Charles Messier nam hem op 1 juni 1764 in zijn catalogus op. In M13 komt één jonge ster van spectraalklasse B2 voor, gezien de totale leeftijd van 14 miljard jaar is het waarschijnlijk dat deze van buiten af ingevangen is.
M13 is in 1974 het doel geweest van een van de radioberichten die vanaf de Arecibo-radiotelescoop zijn uitgezonden aan mogelijke buitenaardse beschavingen. M13 bevindt zich op 22.000 lichtjaar van ons, dus zal onze boodschap pas na zoveel jaren daar aankomen.
Onder gunstige omstandigheden is de Herculesbolhoop net met het blote oog te zien. Met een niet al te grote verrekijker (7x50 of 10x50) of kleine telescoop is hij te zien als een vage vlek.

## Opzoekmethode Messier 13
Messier 13 is, vanaf de aarde gezien, geflankeerd door de twee voorgrondsterren HD 150679 en HD 150998, elk magnitude +6. HD 150679 ten zuidzuidwesten van de bolhoop, HD 150998 ten oostnoordoosten ervan. De schijnbare diameter van de gelijkbenige driehoek gevormd door Messier 13 en de twee schijnbaar begeleidende voorgrondsterren bedraagt een halve graad. Deze driehoek is gemakkelijk op te sporen met behulp van relatief kleine verrekijkers of met de zoekkijkertjes van telescopen.

## De omgeving van Messier 13
Een halve graad noordoostwaarts van Messier 13 is het sterrenstelsel NGC 6207 te vinden. Een graad westzuidwestwaarts de sterrenstelsels NGC 6194, NGC 6196 en NGC 6197. Driekwart graad ten westnoordwesten van Messier 13 kan het sterrenstelsel ZWG 197-002 worden opgespoord.